# Меркато-Сарачено
Меркато-Сарачено (итал. Mercato Saraceno,) —  коммуна в Италии, располагается в регионе Эмилия-Романья, подчиняется административному центру Форли-Чезена.
Население составляет 6177 человек, плотность населения составляет 62 чел./км². Занимает площадь 99 км². Почтовый индекс — 47025. Телефонный код — 0547.
В коммуне 8 сентября особо празднуется Рождество Пресвятой Богородицы.

## Города-побратимы
- Вилладоссола, Италия (2010)